# Plaža Veliki žal
Veliki žal ili Bijeli žal je plaža tridesetak kilometara udaljena od Dubrovnika u smjeru zapada.
Smještena je odmah ispod Jadranske magistrale u neposrednoj blizini mjesta Brsečine.
Plaža je šljunčana a ime je dobila zahvaljujući krupnom šljunku za kojeg je u Dalmaciji uvriježen naziv žal.
Prije deset godina plaža je bila divlja i zarasla u mediteransko raslinje, no dolaskom koncesionara izgrađena je prilazna cesta, ugostiteljski objekt i ostali popratni sadržaji.